# Jolanta Polikevičiūtė
Jolanta Polikevičiūtė, née le 25 septembre 1970 à Panevėžys, est un coureur cycliste lituanienne. Elle a été médaillée d'argent du championnat du monde du contre-la-montre par équipes de 1994. Elle a participé aux Jeux olympiques de 1996, de 2004 et de 2008. Lors des Jeux de 1996 à Atlanta, elle s'est classée cinquième de la course en ligne et septième du contre-la-montre. Sa sœur jumelle Rasa Polikevičiūtė a été championne du monde en 2001. Elle est mariée à l'ancien cycliste Viktor Manakov. Le couple a un fils, Viktor Manakov, qui est également coureur cycliste.

## Palmarès
- 1994
  -  Médaillée d'argent du championnat du monde du contre-la-montre par équipes
- 1995
  - 2e du championnat de Lituanie sur route
- 1996
  - 3e du championnat de Lituanie sur route (Rasa)
  - 5e de la course en ligne des Jeux olympiques
  - 7e du contre-la-montre des Jeux olympiques
- 1998
  - Trophée d'Or féminin
  - 3e du championnat de Lituanie sur route
  - 3e du championnat de Lituanie du contre-la-montre
- 1999
  - 3e étape du Trophée d'Or féminin
  - 5e étape du Women's Challenge
  - 2e du Trophée d'Or féminin
- 2000
  - 11e étape de la Grande Boucle Féminine Internationale (Rasa)
- 2002
  - 1re étape du Tour d'Italie
- 2003
  - 3e de l'Emakumeen Bira
  - 3e du Tour du Trentin
- 2004
  - 4e étape de l'Emakumeen Bira
  - 4e étape du Tour de Toscane[2]
  - 2e de Durango-Durango Emakumeen Saria

## Grand Tour

### Tour d'Italie
6 Participations
- 1994: 7e
- 2002: 6e et la 1re étape
- 2003: 4e et  vainqueure du classement de la montagne
- 2004: 28e
- 2007: Abandon
- 2008: 8e